# Dunun

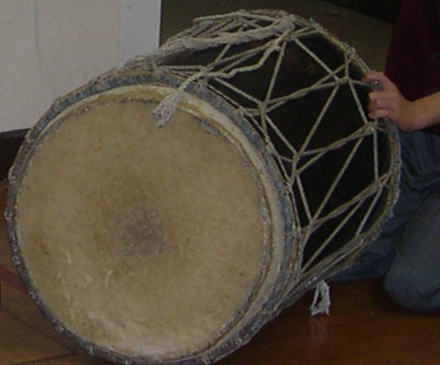
Dunun, instrumento de percusión con parches y que puede tener una campana. Suele ser el instrumento central de una orquesta djembe, encargado de los golpes más graves.

El dunun (también conocido como dundun, doundoun, o djun djun) es el nombre genérico para una familia de los tambores graves africanos que se desarrollaron junto al djembe en África Occidental. Los conjuntos que usan el dundun tocan un tipo de música que es denominada también como dundun. Se conoce como "dundun" en Yoruba, Nigeria. Hay tres tipos: kenkeni (el más pequeño), sangban (el medio) y doundounba (el más grande). El kenkeni tiene el diapasón más alto y por lo general sostiene el ritmo juntos con un modelo simple. El sangban típicamente tiene una parte más compleja que define el ritmo. El doundounba a menudo sirve para añadir la profundidad con graves, mediante golpes muy espaciados. Estos tambores proporcionan una base rítmica y melódica para el conjunto djembe.

## Estructura
El dunun es un doble tambor encabezado y cilíndrico, típicamente hecho de una cáscara de madera (aunque se utilizan metal y cáscaras de fibra de vidrio) y cabezas de cuero (aunque, unos tengan cabezas de piel de cabra). Los parches se agarran con la cuerda y a menudo con anillos de acero.

## Historia
El tambor dundun o Iya Ilu (tambor madre) es un instrumento popular en la música yoruba de Nigeria. Aunque, otras áreas de África Occidental lo llaman y pronuncian de manera diferente (por ejemplo dunun). Ambos son instrumentos principalmente de la región que incluye Malí, Guinea, Senegal, Burquina Faso y Costa de Marfil, todos con poblaciones significativas Mandé. El origen del dundun podría ser remontado a miles de años cuando los yorubas vivieron en la península árabe.

## Técnica
Hay dos estilos de primarios para dununs. El estilo tradicional tiene cada ejecutante que usa un tambor solo descansa sobre su lado, en el suelo o sobre un soporte, y el golpe de la cabeza se da con un palo y el golpe en una campana montada sobre la cima se da con el otro. Una melodía es creada a través de la interacción de tres dununs. Para otro estilo conocido como el estilo de ballet clásico es usado en los Ballets clásicos Nacionales, en los que un músico tiene al mando tres dununs que soportan en el suelo. El juego como esto permite un arreglo más complejo para el baile.
Hay amplias variaciones en todas partes de África Occidental. En Malí ellos a veces son tocados con solamente un dunun y una campana que es sostenida en la mano. En algunas regiones de Guinea el dunun se toca sin campanas, o sólo se tocan dos dunun. En Hamanah se tocan los tres dunun con campanas. La influencia de Mamady Keïta, Famoudou Konaté, Mohamed Diaby, Bolokada Conde, y otros de Guinea ha contribuido a la extensión del estilo de utilizar tres dunun.